# Mellanagatsnäcka
Mellanagatsnäcka (Cochlicopa repentina) är en snäckart som beskrevs av Hudec 1960. Mellanagatsnäcka ingår i släktet Cochlicopa, och familjen agatsnäckor. Arten är reproducerande i Sverige.